# (22451) Tymothycoons
(22451) Tymothycoons est un astéroïde de la ceinture principale.

## Description
(22451) Tymothycoons est un astéroïde de la ceinture principale. Il fut découvert le 13 novembre 1996 à Campo Imperatore par Andrea Boattini et Andrea Di Paola. Il présente une orbite caractérisée par un demi-grand axe de 2,52 UA, une excentricité de 0,15 et une inclinaison de 15,5° par rapport à l'écliptique.

## Compléments